# Alfa Romeo Romeo
Der Alfa Romeo Romeo ist ein Kleintransporter, den der Automobilhersteller Alfa Romeo von 1954 an bis 1983 produzierte.

## Alfa Romeo Romeo 1954–1966
Das Fahrzeug hat Einzelradaufhängung und Frontantrieb. Als Antriebsquelle war außer einem Vierzylinder-Ottomotor mit zwei obenliegenden Nockenwellen ein Zweizylinder-Zweitakt-Dieselmotor mit Umkehrspülung und Roots-Spülgebläse erhältlich. Der Ottomotor ist der gleiche wie in der Alfa Romeo Giulietta.
Der erste Romeo wurde als „Romeo“, „Romeo T10“ bzw. „Autotutto“, die meisten Fahrzeuge wurden als „Romeo 2“ von 1954 bis 1966 gebaut. Den „Romeo 3“ mit verbesserter Hydraulik gab es nur 1966.
Insgesamt wurden von dieser ersten Generation 23.000 Exemplare in Italien und unter Lizenz in Spanien bei FADISA (Fabricacion de Automoviles Diesel S.A.) gebaut. Die spanischen Fahrzeuge hatten einen anderen Motor.

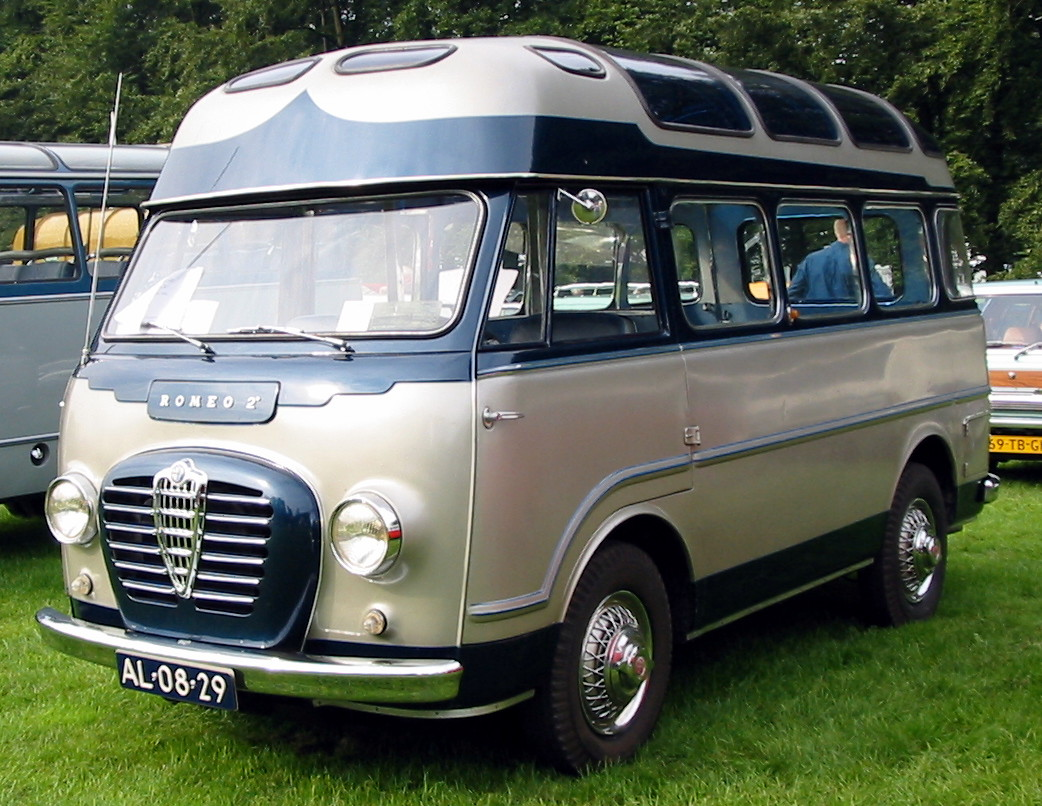
Romeo 2 mit Hochdach

## Romeo II F11/F12 A11/A12 1966–1983
1966 erschien die zweite Generation des Fahrzeugs, das offiziell nun F12 bzw. A12 hieß. Die Türen waren nun nicht mehr hinten, sondern vorn angeschlagen. Die Scheinwerfer wurden mit einem Rahmen umfasst, der auch einen Teil des Kühlergrills bildete. Die geschlossenen Versionen hießen nun „Alfa Romeo F12“ und die offenen Versionen „Alfa Romeo A12“.
Von 1967 bis 1971 waren zusätzlich die Varianten F11 und A11 erhältlich, die mit ihrer reduzierten Nutzlast und Höchstleistung auch in italienischen Innenstädten zugelassen waren.
1977 erfolgte ein letztes Facelift der Front mit einem schwarzen Plastikkühlergrill und dem Alfa Romeo-Emblem im Chrom, außerdem gab es andere Scheinwerfer und Stoßfänger. Auch das Armaturenbrett wurde überarbeitet.
Die Produktion endete 1983, und der Alfa Romeo AR6 ersetzte das Modell.

## FADISA / Ebro F-Serie

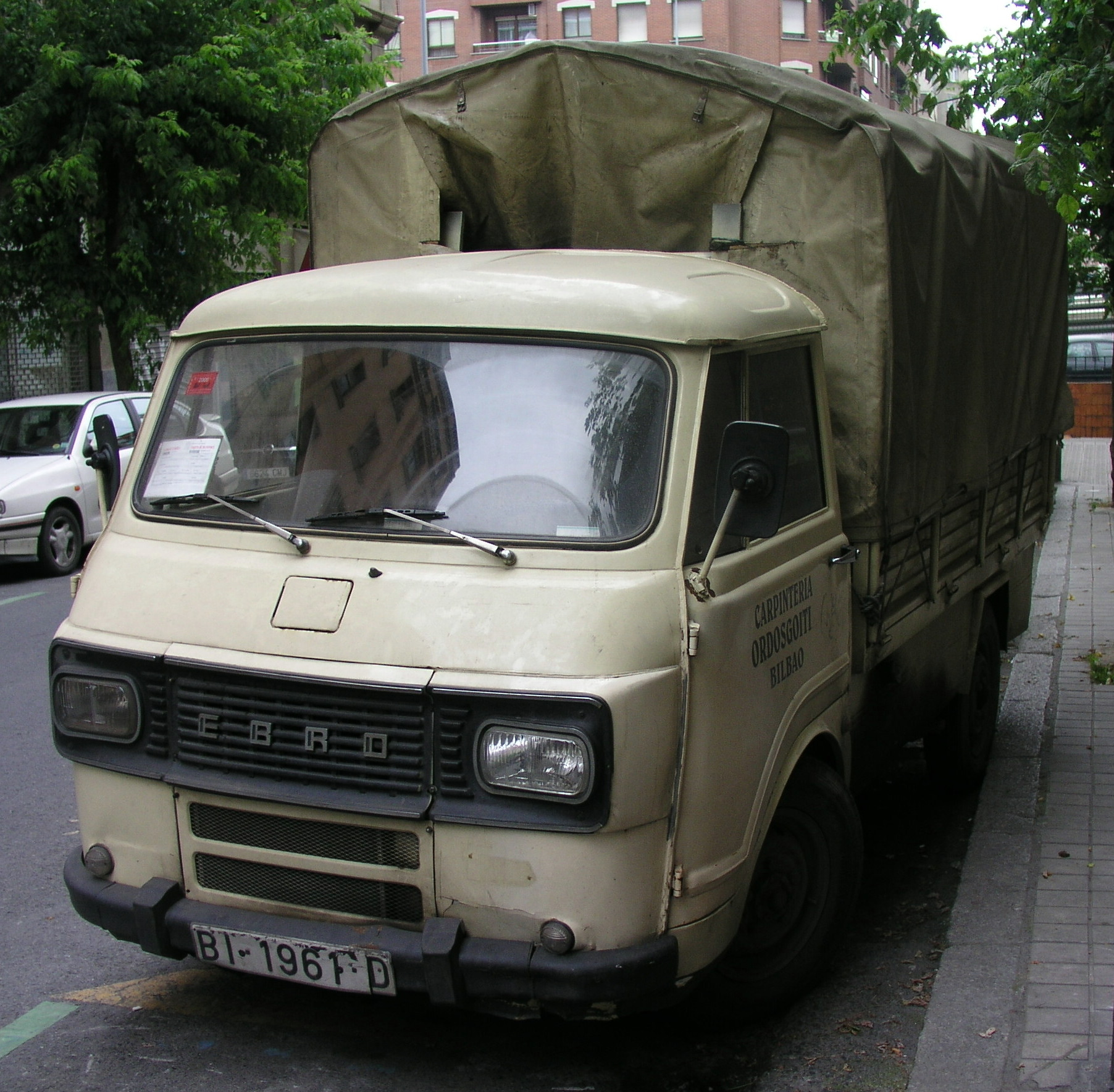
Ebro F-Serie

Der Romeo wurde unter Lizenz von Fabricacion de Automoviles Diesel S.A (FADISA) in Spanien hergestellt, hatte hier jedoch einen Perkins-Dieselmotor.
Ebro übernahm 1967 FADISA und baute deren Modelle weiter. So wurde nun der Romeo II F11/12 und A11/12 in Spanien zum „Alfa Romeo Ebro F-100“. Die Faceliftversion des Romeo A11/12 und F11/12 von 1977 wurde von Ebro – geringfügig überarbeitet – nun unter eigenem Markennamen als „Ebro F-108“ produziert. Nach dem Einstieg von Nissan bei Ebro als „Ebro F-Serie“. Nach der kompletten Übernahme von Ebro durch Nissan wurde das Modell – erneut überarbeitet – zum Nissan Trade, der noch bis 2004 gebaut wurde.
So wurde letztlich die Konstruktion, wenn auch immer wieder optisch und technisch verändert, 50 Jahre lang gebaut.